# Монтероссо-аль-Маре
Монтероссо-аль-Маре (итал. Monterosso al Mare) — коммуна в Италии, располагается в регионе Лигурия, в провинции Ла Специя.

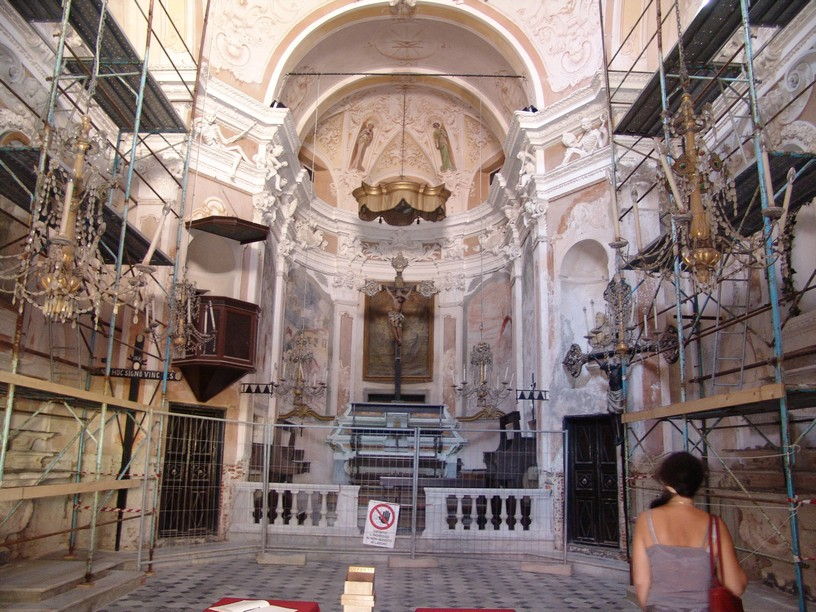
Деревенская церковь

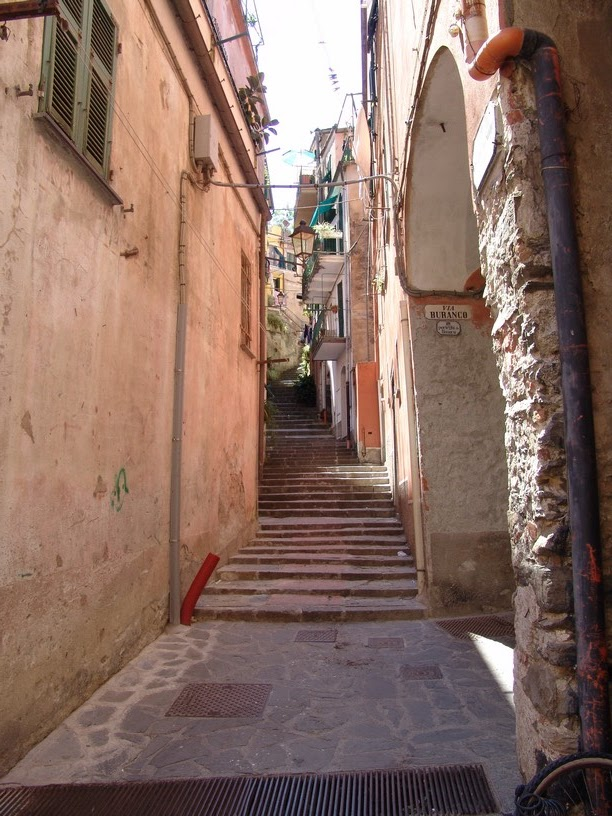
Пешеходная улица

Население составляет 1555 человек (2008 г.), плотность населения составляет 141 чел./км². Занимает площадь 11 км². Почтовый индекс — 19016. Телефонный код — 0187.
Покровителем коммуны почитается святой Иоанн Креститель, празднование 24 июня.

## Демография
Динамика населения:

## Города-побратимы
- Сен-Жене-Шампанель, Франция (2003)

## Администрация коммуны
- Официальный сайт: